# Charles Valentine Riley
Pour les articles homonymes, voir Riley.
Charles Valentine Riley est un entomologiste américain d’origine britannique, né le 18 septembre 1843 à Chelsea et mort le 14 septembre 1895 à Washington.
En 1868, huit ans après son immigration aux États-Unis, Riley devient entomologiste d’État dans le Missouri. En 1876, il dirige la Commission fédérale de l’entomologie chargée de coordonner la lutte contre le criquet des Montagnes rocheuses (Melanoplus spretus (Walsh, 1866)) qui dévaste les États du Midwest et de l’Ouest des États-Unis. Cette espèce avait été découverte seulement dix ans auparavant par Benjamin Dann Walsh (1808-1869).
Le succès contre ce nuisible est tel que Riley est alors embauché par le ministère de l'Agriculture en 1878.
Dans les années 1880, il s'attaque à la cochenille australienne (Icerya purchasi) qui ravage alors les orangeraies de Californie et il en vient si bien à bout par la lutte biologique (il introduit une coccinelle d'Australie,  Rodolia cardinalis, prédatrice naturelle d'Icerya purchasi), qu'en deux ans les dégâts causés par cet insecte deviennent tout à fait insignifiants. 
L'entomologie appliquée devient dès lors un modèle pour les autres pays du monde.